# سامورایی فراری
سامورایی فراری (ژاپنی: 逃げ上手の若君 هپبورن: Nige Jōzu no Wakagimi, «ارباب جوانی که در فرار مهارت دارد») یک مجموعه مانگای ژاپنی است که توسط یوسه‌ای ماتسوئی نوشته و مصورسازی شده است. این مجموعه از ژانویه ۲۰۲۱ در مجلهٔ شونن مانگای هفته‌نامه شونن جامپ از انتشارات شوئیشا به صورت سریالی به چاپ رسیده است و فصل‌های آن تا مه ۲۰۲۵ در بیست جلد تانکوبون جمع‌آوری شده‌اند. این مجموعه بر اساس شخصیت تاریخی هوجو توکی‌یوکی ساخته شده است، یک سامورایی جوان که مصمم به انتقام از آشیکاگا تاکائوجی می‌باشد، سامورایی که به خانواده‌اش خیانت کرده و باعث سقوط آن‌ها شده است.
یک مجموعه تلویزیونی انیمه نیز به کارگردانی یوتا یامازاکی توسط استودیوی کلوورورکس بر پایه نسخه مانگا دستمایه اقتباس قرار گرفت که پخش آن از ژوئیه تا سپتامبر ۲۰۲۴ در  توکیو ام‌ایکس و دیگر شبکه‌های مرتبط ادامه داشت. در ۶ اکتبر ۲۰۲۴، مجموعه برای فصل دوم نیز تمدید شد.
این مجموعه در سال ۲۰۲۴ برنده شصت و نهمین جوایز مانگای شوگاکوکان شد.

## داستان
داستان بین اواخر دوره کاماکورا و اوایل دوره موروماچی روایت می‌شود و داستان هوجو توکی‌یوکی، پسری که پس از سرنگونی خانواده‌اش توسط آشیکاگا تاکائوجی، فرار می‌کند را دنبال می‌کند. در حالی که تنها متحدانش یک کشیش مرموز و پیروانش هستند، ارباب جوان باید به دنبال انتقام باشد و با تنها سلاحش، یعنی توانایی فوق بشری فرار و پنهان شدن، شکوه و جلال خود را بازیابد.